# Bernhard Hirzel
Bernhard Hirzel, född den 12 augusti 1807 i Zürich, död den 6 juni 1847 i Paris, var en schweizisk orientalist.
Hirzel blev 1833 privatdocent i sanskrit i Zürich och 1837 kyrkoherde i Pfäffikon. Då den mot ortodoxin fientlige teologen David Friedrich Strauss av Zürichs regering kallades till professor, ställde Hirzel sig i spetsen för den statskupp som kommit att kallas Züriputsch i september 1839 och tvang styrelsen att avskeda Strauss. År 1845 lämnade Hirzel sitt pastorat och bosatte sig ånyo i Zürich som privatdocent, men måste inom kort, till följd av växelförfalskning, fly till Paris, där han begick självmord. Hirzel översatte från grundspråket till tyska Çakuntala (1833), Urvaçi (1838), Höga visan (1840) samt Meghaduta (1846).